# Světový pohár v biatlonu 2019/2020 – Ruhpolding
5. podnik Světového poháru v biatlonu v sezóně 2019/2020 probíhal od 15.  do 19. ledna 2019 na biatlonovém stadiónu Chiemgau-Arena v německém Ruhpoldingu. Na programu podniku byly závody ve sprintech, mužské i ženské štafety a stíhací závody.
Minulý podnik Světového poháru se zde jel v lednu 2019.

## Program závodů
Oficiální program:
| Datum     | Disciplína           | Začátek (SEČ) | Počet závodníků |
| --------- | -------------------- | ------------- | --------------- |
| 15. ledna | Sprint (ženy)        | 14:30         | 106             |
| 16. ledna | Sprint (muži)        | 14:30         | 111             |
| 17. ledna | Štafeta ženy         | 14:30         | 23 týmů         |
| 18. ledna | Štafeta muži         | 14:15         | 26 týmů         |
| 19. ledna | Stíhací závod (ženy) | 12:15         | 59              |
| 19. ledna | Stíhací závod (muži) | 14:30         | 59              |

## Průběh závodů

### Sprinty
Do závodu žen vyjela mezi prvními Norka Tiril Eckhoffová. Zastřílela bezchybně a přidala nejlepší běžecký čas. V cíli předjela o půl minuty dosud vedoucí Švédku Hannu Öbergovou. Později startovala Dorothea Wiererová, která také střílela bezchybně, ale vinou pomalejšího běhu skončila až třetí. Tiril Eckhoffová tak předstihla Wiererovou v čele průběžného pořadí světového poháru.
Z českých žen nestartovala Eva Puskarčíková, která byla nachlazená. Z ostatních se dařilo Lucii Charvátové, která zasáhla všechny terče kromě posledního a dojela na 15. místě. Ostatní české reprezentantky, včetně Markéty Davidové, která udělala vleže i vstoje po dvou chybách, se umístily v poslední třetině výsledkové listiny.
Při sprintu mužů – podobně jako u předchozího závodu žen – panovalo příznivé počasí, a proto přední závodníci na střelnici příliš nechybovali. Neúčasti Johannese Thingnese Bø opět využil Martin Fourcade. V každém kole zrychloval a zvítězil o tři vteřiny před svým krajanem Quentinem Fillonem Mailletem, který běžel stejně rychle, ale střílel pomaleji. Třetí skončil Němec Benedikt Doll vinou o málo pomalejšího běhu.
Čechům se nedařilo. Nejlépe dojeli Ondřej Moravec a Jakub Štvrtecký na 30. a 31. místě. Oba udělali po jedné chybě na střelnici. V čase střelby příliš nezaostali, ale běželi pomaleji.

### Štafety
Výsledek české ženské štafety označit reprezentační trenér Egil Gjelland za katastrofu. Lucie Charvátová udělala při střelbě vstoje šest chyb, jela tři trestná kola a po nich odjížděla poslední. Markéta Davidová, Tereza Voborníková a Jessica Jislová pak podaly dobrý výkon, ale do cíle dojely na 18. místě.
Čelo závodu se často měnilo: vystřídala se zde Francie, Bělorusko, USA, Itálie, Rakousko a Německo – vítězem se však stalo Norsko, přestože do druhého úseku vyjíždělo na 16. místě. Hlavní zásluho na tom má Tiril Eckhoffová, která nejrychlejším během zlepšila norské postavení z osmého na druhé místo. Rozhodující náskok pak získala Marte Olsbuová, když při sedmé střelbě udělala o chybu méně než Francouzka Justine Braisazová. Získala tím desetivteřinový náskok, který udržela do cíle.
Stejně jako ženám se ani českým mužům štafeta nepovedla. Za hustšího sněžení sice udělal Michal Šlesingr tři chyby a předával na 10. místě, ale se ztrátou jen 15 vteřin na třetí místo. Druhý Ondřej Moravec udělal jen jedu chybu vstoje, ale běžel o málo pomaleji a klesl na desátou pozici. Jakub Štvrtecký však po střelbě vstoje musel na dvě trestná kola a klesl na 17. místo. V posledním svém kole předvedl stíhací jízdu a předjel pět soupeřů, přesto předával Michalu Krčmářovi s půlminutovou ztrátou na předchozí pozici. Tomu se podařilo předjet štafetu Číny a dojel na 11. místě.
Boj o vítězství nepřinesl žádnou dramatickou podívanou. Od druhé střelby se na čelo dostala Francie, jejíž rozhodující náskok vybojoval na druhém úseku Martin Fourcade. Druzí dojeli Norové, přestože po druhé střelbě byli až na 21. pozici.

### Stíhací závody
V závodě žen vedla od startu s náskokem Norka Tiril Eckhoffová. Udělala celkově jen jednu chybu na střelnici a s přehledem zvítězila. Na druhém a třetím místě se skoro celý závod střídaly Švédka Hanna Öbergová a Slovenka Paulína Fialková. Spolu vybíhaly do posledního kola, pak Fialková půl kilometru před cílem nastoupila a dojela si pro první stupně vítězů v této sezóně. Zajímavostí byly další tři místa Švédek: Hanna Öbergová, za ní Johanna Skottheimová a Linn Perssonová.
Jediná česká biatlonistka Lucie Charvátová jela a střílela rychle, ale hned při první střelbě udělala tři chyby a propadla se na 46. průběžnou pozici. Pak střílela lépe a zlepšila se na 30. místo v cíli.
Mezi muži od počátku bojovali o vedení Francouzi Martin Fourcade a Quentin Fillon Maillet. Vleže stříleli oba čistě, ale při první položce vstoje udělal Maillet jednu chybu, Fourcade si toho všiml, další rány střílel pomaleji a podařilo se mu zasáhnout všechny terče. Od té doby jel s náskokem v čele a dojel si s jistotou do cíle pro vítězství. O třetí místo se bojovalo do závěrečných metrů: získal jej Nor Vetle Sjåstad Christiansen, když v cílové rovině předjel Simona Desthieux.
Všichni tři čeští biatlonisté stříleli na první položce čistě, ale při druhé udělal Jakub Štvrtecký chybu, do konce závodu přidal ještě čtyři a skončil až na 45. místě.
Střelecky byl nejlepší Ondřej Moravec, který zasáhl všechny terče a střílel rychle, ale protože přidal podprůměrný běžecký čas, zlepšil se jen na 18. místo. Michal Krčmář s jednou chybou dojel na 21. pozici.

## Umístění na stupních vítězů

### Muži
| Disciplína              | První místo                                                                      | Výkon     | Druhé místo                                                                  | Výkon     | Třetí místo                                                            | Výkon     |
| Sprint (10 km)          | Martin Fourcade                                                                  | 22:41,52  | Quentin Fillon Maillet                                                       | 22:44,56  | Benedikt Doll                                                          | 22:53,55  |
| Stíhací závod (12,5 km) | Martin Fourcade                                                                  | 31:26,8   | Quentin Fillon Maillet                                                       | 31:44,4   | Vetle Sjåstad Christiansen                                             | 32:12,8   |
| Štafeta (4×7,5 km)      | Francie Émilien Jacquelin Martin Fourcade Simon Desthieux Quentin Fillon Maillet | 1:18:11,2 | Norsko Johannes Dale Erlend Bjøntegaard Tarjei Bø Vetle Sjåstad Christiansen | 1:19:23,4 | Rakousko Dominik Landertinger Simon Eder Felix Leitner Julian Eberhard | 1:19:35,5 |

### Ženy
| Disciplína              | První místo                                                                              | Výkon     | Druhé místo                                                                  | Výkon     | Třetí místo                                                                   | Výkon     |
| Sprint (7,5 km)         | Tiril Eckhoffová                                                                         | 18:55,5   | Hanna Öbergová                                                               | 19:25,2   | Dorothea Wiererová                                                            | 19:32,3   |
| Stíhací závod (10 km)   | Tiril Eckhoffová                                                                         | 34:08,7   | Paulína Fialková                                                             | 34:55,0   | Hanna Öbergová                                                                | 34:03,7   |
| Štafeta (ženy) (4×6 km) | Norsko Karoline Knottenová Ingrid Landmark Tandrevoldová Tiril Eckhoffová Marte Olsbuová | 1:08:46,4 | Francie Julia Simonová Anaïs Bescondová Celia Aymonierová Justine Braisazová | 1:08:57,1 | Švýcarsko Elisa Gasparinová Selina Gasparinová Aita Gasparinová Lena Häckiová | 1:09:07,1 |

## Pořadí zemí
| Pořadí | Země      | 1. místo | 2. místo | 3. místo | Celkově |
| ------ | --------- | -------- | -------- | -------- | ------- |
| 1.     | Norsko    | 3        | 3        | 0        | 6       |
| 2.     | Francie   | 3        | 1        | 1        | 5       |
| 3.     | Švédsko   | 0        | 1        | 1        | 2       |
| 4.     | Slovensko | 0        | 1        | 0        | 1       |
| 5.     | Itálie    | 0        | 0        | 1        | 1       |
| 5.     | Německo   | 0        | 0        | 1        | 1       |
| 5.     | Rakousko  | 0        | 0        | 1        | 1       |
| 5.     | Švýcarsko | 0        | 0        | 1        | 1       |
|        | Celkem    | 6        | 6        | 6        | 18      |